# Isola Campbell
L'Isola Campbell (in inglese Campbell Island in maori Motu Ihupuku) è un'isola della Nuova Zelanda nell'Oceano Pacifico che si trova a circa 645 chilometri a sud di Sørøya ed ha una superficie di 106 chilometri quadrati.

## Storia
L'isola fu scoperta nel 1810 durante una battuta di caccia alle foche dalla nave Perseverance al comando del capitano Frederick Hasselborough. La nave apparteneva all'armatore Robert Campbell e il nome che è stato dato all'isola è legato a questa circostanza.

## Descrizione
Le isole subantartiche della Nuova Zelanda sono composte da cinque gruppi di isole nell'oceano meridionale a sud-est della Nuova Zelanda. L'isola Campbell rientra tra queste che situate tra le convergenze antartiche e subtropicali e i mari, hanno un alto livello di produttività, biodiversità, densità di popolazione di fauna selvatica ed endemismo tra uccelli, piante e invertebrati. Sono particolarmente degne di nota per il gran numero e la diversità di uccelli marini pelagici e pinguini che vi nidificano. Ci sono 126 specie di uccelli in totale, tra cui 40 uccelli marini di cui otto non si riproducono in nessun'altra parte del mondo. L'isola Campbell e le isole circostanti ha lo status di Patrimonio dell'umanità e questo comprende anche l'ambiente marino fino a 12 miglia nautiche da ciascuna isola. L'intera area marina ha una superficie totale di 1.400.000 ettari e questo la rende una delle aree naturali protette più remote e maggiormente immuni dalle modifiche portate dall'uomo della Nuova Zelanda. Sul territorio dell'isola è posta una stazione meteorologica ma non ci sono residenti permanenti. L'ambiente interno è di tipo collinare e le sue coste oceaniche coste fortemente incise. Il punto più alto dell'isola è il Monte Miele (in inglese Mount Honey) che arriva all'altezza di 569 metri sul livello del mare. Il clima è fresco, umido e molto ventilato.

### Riserva marina dell'isola Campbell
L'isola con la sua superficie di mare attorno è una riserva marina nelle isole subantartiche della Nuova Zelanda. È amministrata dal Dipartimento per la conservazione con l'assistenza della Royal New Zealand Navy. Le visite sono ammesse solo se guidate per ridurre al minimo ogni tipo di impatto ambientale.